# ジャスミン・ジョイス
ジャスミン・ジョイス（Jasmine Joyce、1995年10月9日 - ）は、ウェールズの女子ラグビー選手。

## プロフィール
- ウェールズ、セント・デイビッズ出身[1]。
- ポジションはウィング(WTB)。
- 身長 163cm、体重 55kg
- 7人制女子ウェールズ代表に選ばれたことがある[2]。
- 女子ウェールズ代表キャップは20（2022年11月現在）。

## 略歴
2016年、リオ五輪の7人制イギリス代表に選ばれた。
2021年、東京五輪の7人制イギリス代表に選ばれた。
2022年、ラグビーワールドカップ2021の女子ウェールズ代表に選ばれた。
2024年、パリ五輪の7人制イギリス代表に選ばれた。

## 受賞歴
- ワールドラグビー女子15人制ドリームチーム:2021年[7]